# Fusillade de 2023 de l'aéroport international de Chișinău
 (août 2024).
La fusillade de 2023 de l'aéroport international de Chișinău est survenue le 30 juin 2023 lorsqu'un citoyen tadjik a tué par balle deux personnes et en a blessé une autre à l'aéroport international de Chișinău en Moldavie après s'être vu refuser l'entrée dans le pays.

## Fusillade
Une source policière a déclaré que le passager était arrivé d'Istanbul, en Turquie, et qu'il avait fait usage d'armes à feu contre les gardes-frontières. Le site d'information moldave NewsMaker, citant des responsables anonymes, a déclaré qu'un homme avait pris une arme à feu à un agent de la police des frontières après avoir été emmené dans une zone interdite. Une autre personne, un passager, a été blessée et hospitalisée. Selon certaines informations, l'agresseur a pris des otages et s'est caché dans l'une des pièces de l'aéroport. Une vidéo de la scène montrait des passagers près de l'aéroport allongés sur l'herbe pendant l'évacuation du bâtiment. À 18 h 30, heure locale (EEST), le ministère de l'Intérieur de la Moldavie a indiqué que l'homme qui avait organisé la fusillade avait été arrêté. Le procureur général moldave a déclaré plus tard qu'il avait été hospitalisé après avoir subi de graves blessures à la suite de l'intervention des forces spéciales moldaves.
Le gouvernement moldave a déclaré que tous les vols avaient été retardés et que les passagers avaient été évacués de l'aéroport. D'autre part, la présidente moldave Maia Sandu a déclaré que les institutions de l'État avaient été mises en état d'alerte et a exprimé ses condoléances aux familles et aux proches des victimes, et a également ajouté que le tireur était un citoyen étranger qui s'est vu refuser l'entrée dans le pays par les autorités pour des raisons de sécurité.

## Auteur
Selon les premières informations non confirmées, l'auteur était un citoyen russe. Il y avait aussi des revendications que l'auteur était un mercenaire du Groupe Wagner. Plus tard, le premier ministre moldave Dorin Recean a déclaré que l'agresseur était un citoyen tadjik de 43 ans qui avait été interdit d'entrer en Moldavie pour des raisons de sécurité. Les autorités tadjikes l'ont identifié plus tard comme étant Rustam Ashurov, membre d'un "groupe criminel organisé" qui avait enlevé un dirigeant de banque à Douchanbé une semaine auparavant.